# العنف على المسيحيين في الهند

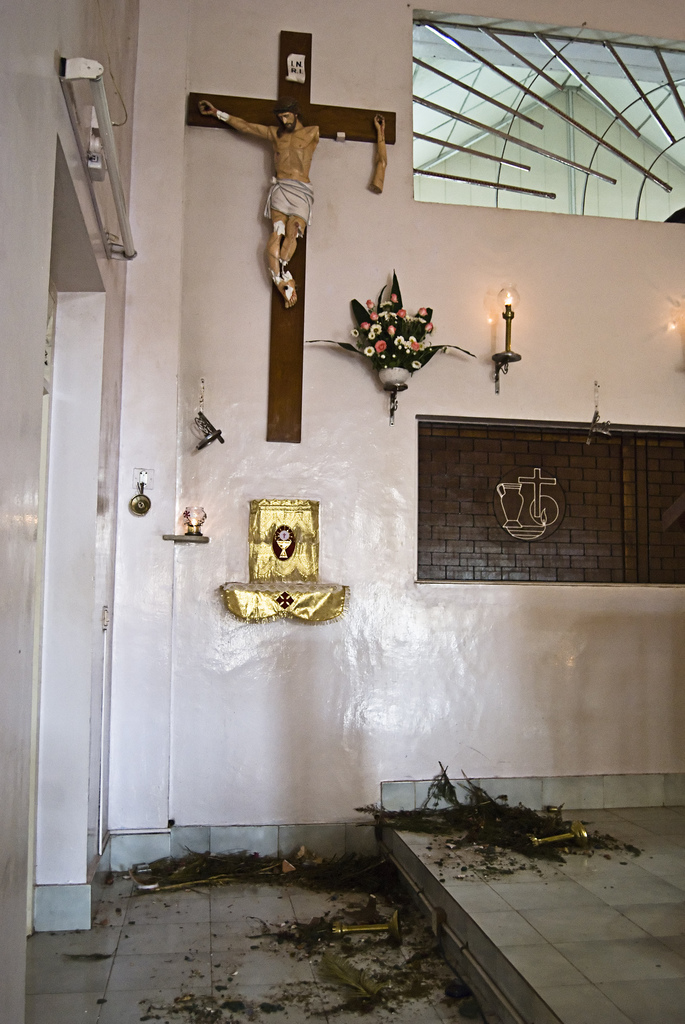
تدمير ممتلكات داخل دير مسيحي في مانغلور، بعد تخريبه من قبل نشطاء ينتمون إلى منظمة باجرانغ دال الهندوسيّة، خلال هجمات سبتمبر 2008 على المسيحيين في الهند

العنف على المسيحيين في الهند هو عنف بدوافع دينية يُرتكب ضد السكان المسيحيين في الهند. اعتبرت منظمة هيومن رايتس ووتش العنف على المسيحيين أسلوبًا يستخدم لتحقيق أهداف سياسية. تشمل أعمال العنف إحراق الكنائس والتحويل الديني القسري والتهديدات بالعنف الجسدي والاعتداءات الجنسية وقتل الكهنة المسيحيين وتدمير المدارس والكليات والمقابر المسيحية.
في أغسطس 2017، صنّفت اللجنة الأمريكية للحرية الدينية الدولية حدة الاضطهاد في الهند في «المستوى 2» جنبًا إلى جنب مع العراق وأفغانستان. على مدى السنوات السبع الماضية، ارتفعت الهند من المرتبة 31 إلى المرتبة العاشرة في قائمة المراقبة العالمية التابعة لمنظمة الأبواب المفتوحة، لتحتل المرتبة وراء إيران في شدة الاضطهاد. يُعاني المتحولون إلى المسيحية أيضًا من الاضطهاد والتهديد، وارتفعت وتيرة العنف علىهم بعد وصول القوميين الهندوس إلى السلطة في البلاد.
اعتبارًا من عام 2019، وضعت المنظمات الدولية مرارًا وتكرارًا الهند في مستوى مرتفع في اضطهاد الأقليات.

## خلفية
من عام 1964 إلى عام 1996، تم الإبلاغ عمّا لا يقل عن 38 حادثة عنف على المسيحيين. وفي عام 1997، أُبلغ عن 24 حادثة من هذا القبيل. منذ عام 1998، واجه المسيحيون في الهند موجة من العنف. وفي عام 1998 وحده، وقعت 90 حادثة عنف.
في عام 1999 ذكر تقرير لـ هيومن رايتس ووتش أن فيشفا هندو باريشاد، باجرانغ دال، و راشتريا سوايامسيفاك سانغ (وهي منظمات شقيقة لحزب بهاراتيا جاناتا) هي أكثر المنظمات المتهمة بارتكاب العنف على المسيحيين في الهند. قالت اللجنة الوطنية الهندية للأقليات أن حكومات الولايات التي يحكمها حزب بهاراتيا جاناتا وحلفاؤه قدمت الدعم للغوغاء ومرتكبي أعمال العنف.
وفي معظم الحالات المبلغ عنها، يكون الجناة المذكورون أعضاءً في منظمات هنديّة متطرّفة تروج لشكل من أشكال القومية، وتعارض انتشار «الأديان الأجنبية» مثل الإسلام والمسيحية. ووفقًا لـهيومن رايتس ووتش، فإن وسائل الإعلام المحلية في كجرات متورطة أيضًا في الترويج للدعاية المعادية للمسيحيين. يتم استهداف المسيحيين الإنجيليين والخمسينيين أكثر من البروتستانت والكاثوليك والأرثوذكس.
أفادت عدة وكالات أنباء عن زيادة في حوادث العنف على المسيحيين بعد وصول حكومة حزب بهاراتيا جاناتا الجديدة بقيادة ناريندرا مودي إلى السلطة بعد الانتخابات العامة في أبريل-مايو 2014. في عام 2014، أفادت وزارة الشؤون الداخلية عن «ارتفاع حاد بنسبة 30٪ في عدد حوادث العنف الطائفي في عام 2013 مقارنة بعام 2012، مع كون العدد الأكبر من الحالات في ولاية أتر برديش». ارتفعت حوادث الانتهاكات المُبلغ عنها التي ارتكبت ضد المسيحيين في الهند إلى 177 في عام 2015، وإلى 300 في عام 2016، وفقًا للبعثة الإنجيلية في الهند.
ازداد اضطهاد المسيحيين في الهند بشكل حاد في عام 2016، وفقًا لتقرير صادر عن منظمة الأبواب المفتوحة. احتلّت الهند المرتبة الخامسة عشرة في العالم من حيث الخطر على المسيحيين، بعد أن كانت المركز الحادي والثلاثين سابقًا. وفقًا للتقرير، تشير التقديرات إلى أن عمليات حرق الكنائس وقتل رجال الدين قد وقعت 10 مرات في الأسبوع كحد متوسط في عام 2016، وهي زيادة بمقدار ثلاثة أضعاف عن العام السابق. وفقًا لـمجلس عموم الهند المسيحي، تم تسجيل هجوم على المسيحيين كل 40 ساعة في الهند في عام 2016. كانت هناك 26 حالة عنف موثقة ضد المسيحيين في البلاد بين يناير ومارس 2016، في حين امتنعت الحكومة المركزية عن التعامل معها أو إدانتها. كانت هناك حوادث عنف على المسيحيين في ولايتي أتر برديش وراجستان خلال فترة عيد الميلاد في ديسمبر 2016.

## تاريخ

### نظرة عامة
على الرغم من وقوع حوادث عنف على المسيحيين في جميع أنحاء الهند تقريبًا، إلا أن غالببتها وقعت في شمال ووسط وغرب الهند، في ولايات كجرات وماهاراشترا وأتر برديش وماديا براديش ومنطقة العاصمة نيودلهي.
في يونيو 2000، تعرّضت أربع كنائس لهجمات مسلحة في مختلف أنحاء الهند. قام متطرّفون بتدنيس القبور والكنائس المسيحية في أندرا برديش وتاميل نادو. كما تعرّضت كنيسة للنهب في ولاية ماهاراشترا. في سبتمبر 2008، تضررت كنيستان جزئياً في ولاية كيرالا. وصف الزعماء المسيحيون أحداث سبتمبر 2008 بأنها أعمال متعمدة من قبل أصحاب السلوكيات المعادية للمجتمع ونفَوا وجود أي دوافع دينية في الهجمات.
في عام 2015، تعرّض مبنى كنيسة تحت الإنشاء للتخريب في هاريانا. كما تعرضت كنيسة القديس جرجس في مومباي لهجوم من قبل أشخاص ملثمين. ألقت الشرطة القبض على أربعة أشخاص، بمن فيهم شخص كان يدير مخبأ مقامرة غير قانوني. قالت الشرطة أن المتهم اشتبه في أن شكوى من الكنيسة أدت إلى هجوم الشرطة على المقر لذا شنّ هجومًا انتقاميًا عليها. في نفس الشهر، تعرضت كاتدرائية جابالبور للهجوم وأُصيب أكثر من عشرة أشخاص. كما تعرضت الكاتدرائية نفسها للهجوم في عام 2008 وأُحرق مذبح الكنيسة بأكمله. في أبريل 2015، تم تخريب كنيسة القديسة مريم في أغرة وتضررت تماثيل للأم مريم والطفل يسوع. ألقت الشرطة القبض على المُجرم وهو رجل مسلم قال أنه كان غاضبًا بسبب رفض فتاة مسيحية الزواج به. في يونيو، تعرّضت راهبة للاعتداء الجنسي في رايبور. وتعرضت كنيسة في منطقة كاتشنا في رايبور لهجوم من قبل حشد كبير أثناء قدّاس الأحد وأُصيب خمسة أشخاص عندما حاولوا إيقاف المهاجمين. ووردت أنباء عن تعرض النساء والأطفال داخل الكنيسة للضرب، لكن الشرطة أكدت عدم إصابة أي امرأة أو طفل.

### دلهي
تعرضت العديد من الكنائس للهجوم في العاصمة دلهي في عقد 2010 مثل كنيسة القديس سيباستيان، التي أُحرقت بالكامل. في 5 مايو 2018، تعرّضت كنيسة القديس ستيفن للتخريب وتدنيس صليبها بشعارات مؤيدة للهندوسية.

### أتر برديش
تُعتبر الأقلية المسيحية الصغيرة في ولاية أتر برديش الشمالية، التي يبلغ عدد سكانها 200 مليون نسمة، هدفًا لزيادة العنف. يقع في هذه الولاية أكبر عدد من الهجمات ذات الدوافع الدينية وأحداث العنف الطائفي في الهند. تُعتبر أتر برديش مسقط رأس كل من دين الهندوسية وحركة الاستقلال الهندية، وهي مركز للمهرجانات الهندوسية الكبيرة مثل كومبه ميلا، وموطئ الحجاج الهندوس من جميع أنحاء البلاد.
في النصف الأول من عام 2016، كانت هناك جرائم كراهية ضد المسيحيين في أتر برديش أكثر من أي ولاية أخرى في الهند.

### جامو وكشمير
كثيرًا ما تعرض المسيحيون في جامو وكشمير للمضايقة والترهيب والاعتداء من قبل السكان المسلمين. في عام 2006، تعرّض بشير طنطري، وهو مسلم اعتتق المسيحية وأصبح مبشّرًا، للقتل على يد جماعات إسلاموية.
طلبت حكومة جامو كشمير في عام 2010 من جيم بورست، وهو مبشر كاثوليكي هولندي، كان في ذلك الوقت أحد أعضاء معهد ميل هيل في وادي كشمير، مغادرة المنطقة. كان بورست مسؤولًا أيضًا عن إدارة مدرستين هناك. وقد رفض المتحدث باسم المسيحيين الهنود، جون دايال، المزاعم حول حدوث اعتناق قسري للمسيحية. قال جون دايال، «فريق تقصي الحقائق الذي ذهب إلى سريناغار في أعقاب اعتقال القس خانا، وأجرى مقابلات مع أفراد الكنيسة، والعلماء، والسلطات المدرسية والشرطة، لم يجد أي دليل على ممارسة القوة أو الاحتيال عند تعميد الأفراد المتحولين إلى المسيحية. وقد أثبت أن كل معمودية جرَت كانت طوعية».
في يناير 2012، أصدرت المحكمة الشرعية في كشمير فتوى ضد المدارس المسيحية. وطلبت من ثلاثة كهنة مغادرة الوادي بتهمة «جذب المسلمين إلى المسيحية». لم تأمر المحكمة حكومة جامو وكشمير فقط بمراقبة مثل هذه الأنشطة في المستقبل ولكن أيضًا لتولي إدارة المدارس المسيحية.
في مايو 2012، قامت جماعات إسلاموية بإضرام النار في كنيسة كاثوليكية.
في سريناغار، قام مُهاجمون بإحراق كنيسة مسيحية بروتستانتية وبيت أحد الكهنة، بالإضافة إلى منزل سيدة مسيحية.
وحول هذه القضايا علّق الأب ماثيو توماس، «بهذه الممارسات، يحاول المجتمع المسلم تخويف الأقلية المسيحية، حيث لا يوجد سوى 400 مسيحي في سريناجار. أناشد عمر عبد الله، رئيس الوزراء المسلم الذي درس في المؤسسات المسيحية، يجب عليه حماية جميع سكان سريناغار، بما في ذلك الأقليات».
في أبريل 2013، هاجم حشد مسلم يحمل صورة الإمام المحلي، مجموعة من سبعة مسيحيين بريطانيين يتألفون من خمس نساء وطفلين، كانوا يعيشون في شيفبورا لمدة أربع سنوات تقريبًا. قام المهاجمون برشق الحجارة على سياراتهم ومنزلهم. برّر الجُناة الهجوم بوقف التحويلات إلى المسيحية.
في 5 فبراير 2013، قام حشد من الناس بإلقاء الحجارة على جدران فندق كان يقيم فيه ثمانية أمريكيين وأربعة كوريين جنوبيين، اتُّهموا بتحويل السكان إلى المسيحية. لم تكن هناك أي إصابات. أظهرت إحدى صفحات الفيسبوك صورة لثلاث سيدات شرقيات مكتوب عليها «اهتمّوا بكشمير! يتعرض الإسلام في كشمير للهجوم، ويحاول المسيحيون تحويل المسلمين».

### ماديا براديش
في 25 فبراير 1995، تعرضت راني ماريا، وهي راهبة تعمل في أبرشية إندور، للطعن حتى الموت، بزُعم تبشيرها لقبائل ماديا براديش. في منطقة ماندلا، تعرضت كنيسة للتدمير وحُرقت أناجيلها في سبتمبر 2014. في مارس 2015، هوجم مجمع للكتاب المقدس في جبلبور، مع ادعاءات بحدوث تحويلات دينية. وقيل إن القبائل المسيحية تعيش في خوف من تصاعد الهجمات.

### كيرلا
في عام 2010 في ولاية كيرلا، قام أعضاء في الجبهة الشعبية الهندية بقطع يد الأستاذ المسيحي جوزيف، حيث زعمت الجبهة أنه قد ارتكب التجديف ضد النبي محمد في ورقة امتحان قام بإعدادها.

### كارناتاكا
كانت هناك موجة من تفحيرات الكنائس في أوائل عام 2000 من قبل المنظمة الإسلامية المحظورة Deendar Anjuman التي زعمت أن المسيحية «ليست ديانة هندية».
في عام 2008، كانت هناك موجة من الهجمات الموجهة ضد الكنائس المسيحية وقاعات الصلاة في كارناتاكا من قبل منظمة باجرانج دال الهندوسية. بدأ العنف من 14 سبتمبر 2008 عندما تم تخريب حوالي 20 كنيسة في مانغلور، أودوبي، شيكاماجالورو، وفي مناطق أخرى من كارناتاكا. تم الإبلاغ عن أعمال عنف طفيفة في وقت لاحق داخل ولاية كيرلا الحدودية. وقال رئيس وزراء الولاية، إن الهجمات كانت بسبب تحوّل الهندوس إلى المسيحية. كما زعم أن مجموعة بروتستانتية قامت بتوزيع منشورات أهانت الآلهة الهندوسية. في وقت لاحق، نفى القادة المسيحيون ذلك وقالوا أن حزب بهاراتيا جاناتا كان يحرّض على العنف بدلاً من العمل على تهدئة الوضع. من ناحية أخرى، انتقدت الحكومة المركزية أعمال العنف بشدة وأرسلت برقيّات لحكومة الولاية لعدم حل المشكلة بشكل فعال.
تعرّض أتباع طائفة شهود يهوه للهجمات بشكل متزايد في كارناتاكا. يتجمع المهاجمون في عصابات من 20 إلى 50 فردًا لترهيب أفراد الطائفة.

### أوديشا
في قضية مشهورة، تعرّض جراهام ستينز، وهو مبشر مسيحي أسترالي، للحرق حتى الموت مع أبنائه تيموثي (10 أعوام) وفيليب (6 أعوام)، بينما كانوا نائمين في منزلهم في منطقة كونجار في أوديشا في يناير 1999. كان ستينز يدير الجمعية التبشيرية الإنجيلية، وجمعية التبشير الأسترالية في الولاية. في عام 2003، حُكم على دارا سينغ بالسجن مدى الحياة بعد إدانته بقيادة العصابة المسؤولة.
بدأت أحداث العنف في 24 كانون الأول 2007 في قرية بامونيغام بمقاطعة كاندامال عندما قام ناشطون محليون بإزالة زينة عيد الميلاد التي تم وضعها على موقع يستخدم تقليديًا خلال الاحتفالات الهندوسية.
في آب 2008، تعرض سوامي لاكشمانناندا، وهو ناشط هندوسي مناهض للتحويل إلى المسيحية، للهجوم والقتل، إلى جانب أربعة من زملائه من قبل المتمردين الماويين. وأسفر العنف الذي أعقب ذلك عن مقتل بعض المسيحيين. انتشر العنف في وقت لاحق إلى أكثر من 600 قرية في 14 مقاطعة من أصل 30 في الولاية، مما أدى إلى حرق 5600 منزل مسيحي وتشريد 54000. قُتل 38 مسيحياً وجُرح 18000. قدرت منظمات حقوق الإنسان حدوث 100 حالة وفاة، من بينهم العديد من النساء والمعوقين والأطفال. تعرضت 295 كنيسة للتدمير، إلى جانب 13 مدرسة وكلية و 5 مكاتب تتبع منطمات خيرية. حتى عام 2015، كان الضحايا المسيحيون لا يزالون ينتظرون تطبيق العدالة والتعويضات.
في 16 مارس 1999 قام حشد من 5000 من السكان المحليين بإضرام النار في منازل المسيحيين في منطقة جاجاباتي.
خلال أعمال الشغب في كاندامال عام 2008، تعرضت بعض القرى الصغيرة للاستهداف في المناطق الريفية من قبل المتطرفين. قام المهاجمون بقتل أحد الرُعاة المسيحيين.

### البنغال الغربية
في مارس 2015، اغتُصبت راهبة تبلغ من العمر 71 عامًا في البنغال الغربية خلال هجوم على كنيسة مسيحية حيث تم نهب مدرسة كنسيّة وسرقة الممتلكات المقدسة. وقد حدّدت الشرطة جميع الجُناة الثمانية واعتقلت ستة منهم، اثنان منهم من مواطني بنغلادش.

## ردود الأفعال

### وزارة الخارجية الأمريكية
في تقاريرها السنوية لحقوق الإنسان عام 1999، انتقدت وزارة الخارجية الأمريكية الهند «لزيادة العنف المجتمعي ضد المسيحيين». وأدرج التقرير الخاص بالعنف على المسيحيين أكثر من 90 حادثة عنف على المسيحيين، تتراوح بين تدمير الممتلكات الدينية والعنف على الحجاج المسيحيين. ونُسبت الحوادث المدرجة في التقرير إلى تقارير إعلامية محلية ومعلومات جمعتها المؤسسات المسيحية في الهند.

### اللجنة الوطنية للأقليات
بعد هجمات 2008 على المسيحيين في جنوب ولاية كارناتاكا، اتهمت اللجنة الوطنية للأقليات حكومة كارناتاكا بارتكاب أخطاء كبيرة في معالجة الوضع. وقالت أنهم مسؤولون مباشرة عن السماح بانتشار العنف، وادّعت أن الشرطة فشلت في حل المشكلة بشكل فعال مع استمرار العنف. كما أوضحت أنه لم ترد تقارير عن شكاوى تحول قسري مسجلة في الولاية.

### مجلس التكامل الوطني في الهند
في 13 أكتوبر 2008، دعا مجلس التكامل الوطني في الهند إلى اجتماع خاص برئاسة مانموهان سينغ، رئيس وزراء الهند آنذاك، حيث أدان العنف من قبل المنظمات الهندوسية المسلحة. كان رئيس الوزراء قد اعترف علنًا في وقت سابق بأن العنف المستمر ضد الطوائف المسيحية هو «عار وطني كبير».

### البابا بنديكتوس السادس عشر
في 12 أكتوبر 2008، انتقد البابا بندكت السادس عشر استمرار العنف على المسيحيين في الهند.
في 28 أكتوبر، دعا الكرسي الرسولي إلى تذكّر مهاتما غاندي الذي عمل على إنهاء العنف الديني في ولاية أوريسا. وقال مكتب الفاتيكان في خطاب مكتوب إن الزعماء المسيحيين والهندوس بحاجة إلى تعزيز الإيمان باللاعنف بين أتباع الديانتين. فعلى الرغم من أن مهاتما كان قوياً في معارضته للأنشطة التبشيرية المسيحية، فقد شجب العنف كردّ على ذلك.

## معرض الصور

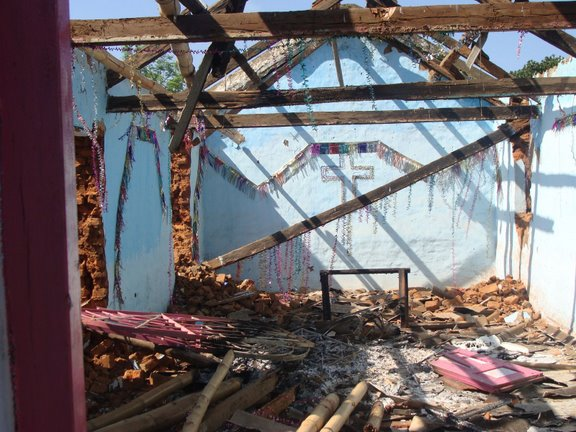
كنيسة تم حرقها خلال أعمال العنف على المسيحيين في ولاية أوديشا سنة 2008.

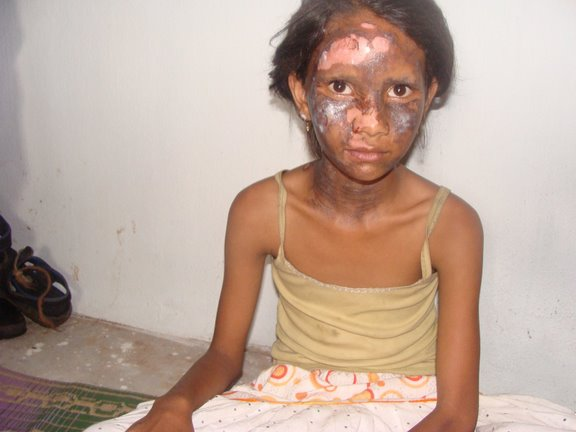
طفلة مسيحية تعرضت للحرق خلال أعمال العنف على المسيحيين في ولاية أوديشا سنة 2008.